# F1レギュレーション
F1レギュレーション（英語：Formula One regulations）は、1950年に始まったF1世界選手権における規定（レギュレーション）である。

## 概要

### 内容
F1世界選手権で施行されている規定には、基本ルールである「国際モータースポーツ競技規則」 (FIA International Sporting Code) と、（当記事にて説明する）F1独自のレギュレーションがある。これらは自動車競技の統轄機関である国際自動車連盟 (FIA) が制定しており、公式サイトで一般にも公開しており、また日本自動車連盟（JAF）による日本語訳（仮訳）も公開されている。
F1のレギュレーションは次の2種類からなる。
- スポーティングレギュレーション (Sporting Regulation)
  - 競技面の規則。レースの運営手順、入賞者へのポイント配分、違反行為への罰則などを定める。
- テクニカルレギュレーション (Technical Regulation) 
  - 技術面の規則。競技車両（フォーミュラ1カー）の各部寸法・重量・許容性能・安全基準などを定める。

### 制定
レギュレーションの制定や変更の手続きについては、FIAとF1の商業管理団体フォーミュラ・ワン・マネージメント (Formula One Management, FOM) 、F1の競技者（チーム）の3者間で締結されている「コンコルド協定」に詳細が記されている（一般には非公開）。
レギュレーションの作成はFIAの下部組織で行われる。専門の研究部会であるスポーティング・ワーキンググループ (SWG) とテクニカル・ワーキンググループ (TWG) が草案を作成し、スポーツ委員会のひとつであるF1委員会 (Formula One Committie, FOC) で検討される。委員会出席者はFIA会長やFOM代表（バーニー・エクレストン）、各チーム代表、エンジンメーカー代表、タイヤサプライヤー代表らで構成される。草案がF1委員会を通過すると、モータースポーツの最高決定機関である世界モータースポーツ評議会 (World Motor Sports Council, WMSC) に提出され、常任メンバーにより採択される。
規定の導入までには準備期間が置かれる。エンジンの仕様変更などの重要事項に関しては全チームの同意が必要とされ、実施の2年前には詳細が発表される。ただし、安全面で至急対応が求められるとFIAが判断した場合は、これらの手続きを省いて即時発行される。

### 適用
テクニカルレギュレーションの検査は、各サーキットのピットに設けた車検場において行う。共通規格品や安全装備に関しては、FIAの公認（ホモロゲーション）を受けたものを使用する。使用数が制限されている部品や仕様変更が認められない項目については、FIAの管理下に置かれる。
レース中の反則行為などに関しては、3～4名のレーススチュワード（審議委員）が処罰の判断を下す。スチュワードは各国のFIA公認組織 (Authority Sport Nationale, ASN) から選抜されるが、2010年より元F1ドライバー1名が参加し、レース経験者の意見を提供している。
重大な過失に対しては、レース結果からの除外（失格）や罰金処分が課せられる（軽度の違反は執行猶予処分とされる）。裁定結果を不服とする場合、モータースポーツ界の最終審理機関である国際控訴裁判所 (International Court of Appeal, ICA) に控訴することができる。ICAはFIAの司法部門であるが、独立した組織として中立性を保っている。

## 2019年シーズンのレギュレーション

### 競技規則

#### ライセンス
参加するドライバー、チーム、オフィシャルはFIAスーパーライセンスを所持しなければならない。

#### チャンピオンシップ
チャンピオンシップに参加できるのは、技術規則（後述）に適合した車両すなわち、フォーミュラ1カーのみである。
レース距離（スタートからチェッカーフラッグが振られるまでの総走行距離）は305km以上（305kmを超える最小の周回数）と定められているが、例外としてモナコグランプリのみが260km以上（モンテカルロ78周）としている。しかし、規定距離を消化する前にレース開始から2時間が経過した場合、それ以降にラップリーダー（1位）がコントロールラインを通過した時点でレース終了とする。
1年間に開催できるレース数は8以上20以下である。年間レース予定表はその年の1月1日以前にFIAから発表される。
レース出走台数が12台より少なくなった場合、レースをキャンセルすることができる。

#### ポイントシステム
現行のポイント配分は以下に示したようになる。ただし、ラップリーダーの周回数が2周未満であるとき、ポイントは与えられない。周回数が2周以上でレース全体の75%以下で終了した場合、与えられるポイントは半分となる。またファステストラップを記録したドライバー及びコンストラクターに1ポイントが与えられる。1950年から1959年にもファステストラップ記録者に1ポイントが与えられていたが、当時と異なるのはファステストラップを記録したドライバーが10位以内でフィニッシュしなければポイントは付与されない点である。
| 順位     | 1位 | 2位 | 3位 | 4位 | 5位 | 6位 | 7位 | 8位 | 9位 | 10位 | 11位以下 | FL |
| ポイント | 25  | 18  | 15  | 12  | 10  | 8   | 6   | 4   | 2   | 1    | 0        | 1  |

### 技術規則

#### 車体
最大寸法は、前輪をまっすぐにした状態で全幅2,000 mm以下、全高950 mm以下である。オーバーハング（前車軸より前・後車軸より後ろの長さ）は寸法が定められており、前は車軸から1,225 mm以下、後ろは車軸から810 mm以下に定められている。
ホイールベースを含めた全長の制限は明文化されていないが、おおむね4,500mm～5,000mm前後で設計されている。
また、前輪中心線から後輪中心線までのボディワーク幅は1,400 mm以下とならなければならない。
燃料タンクとコックピットを含む構造物はサバイバルセルと呼称され、各種衝撃テストに合格しないと使用できない。
底面はステップドボトム構造を採用し、車体中心部分にはスキッドブロック（幅300 mm、厚さ10 mm）を装着しなければならない。スキッドブロックは、比重が1.3 - 1.45の均一な素材で作られる。
グランプリ中は車体の重量が640 kgを下回ってはいけない。前後の重量配分も規定され、決勝レース中は最低291 kg、最大342 kgに収めなければならない。

#### 走行機器
エンジンは4ストローク内燃機関のみが認められる。ピストンは円形で、吸排気バルブは最大2本ずつまで認められる。エンジン形式はV型6気筒のシングルターボでERSがついたものに限られ、バンク角も90度に固定される。排気量は1,600 cc以下、重量は95 kg以上、ボア径は98 mm以下、シリンダー間隔は106.5 mm（±0.2mm）、クランクシャフトはリファレンスプレーンから58 mm以上に位置しなければならない。
エンジンの素材として、マグネシウム合金、MMC（Metal Matrix Composites）、Intermetallic materials、ベリリウムやレニウムを質量割合で5 %以上含む合金は使用できない。
ピストンはアルミニウム合金（Al-Si系、Al-Cu系、Al-Mg系、Al-Zn系）で、ピストンピンは単一の材料から加工された合金鉄で作られなければならない。クランクシャフトとカムシャフトは鋼もしくは鋳鉄で作られなければならない。また、シリンダーブロック、シリンダーヘッドにガラス繊維強化プラスチックコンポジットマテリアルを使用することはできない。
燃料タンクは、FIAの規定で定められたFIA/FT5-1999に合致したものでなければならない。
ギヤボックス（変速機）はマニュアル（MT）またはセミオートマチックで最大8速まで認められる。加えてリバース用のギヤ1段を備えなければならない。ギヤは幅12 mm以上、鋼で作られなければならない。また、オートマチックや無段変速機（CVT）は認められない。
エンジン、ギヤボックス、クラッチ、ディファレンシャル、KERSの全てのコンポーネントとそれに関連したアクチュエーターは、FIAによって承認されたサプライヤー（現行ではマイクロソフトMES）によって製造されたECUによって制御される。全ての制御されたセンサーはFIAによってモニタリングされる。
ブレーキディスク、ブレーキパッド、ブレーキキャリパー、ブレーキホースなどのブレーキ系統の部品はサバイバルセルの外側になければならない。
ブレーキディスクは直径278 mm以下、厚さ28 mm以下とする。一つのキャリパーあたりピストンは6つまで使用でき、それぞれのホイールに一つずつキャリパーは使用できる。なお、液冷方式は認められない。

#### ホイール・タイヤ

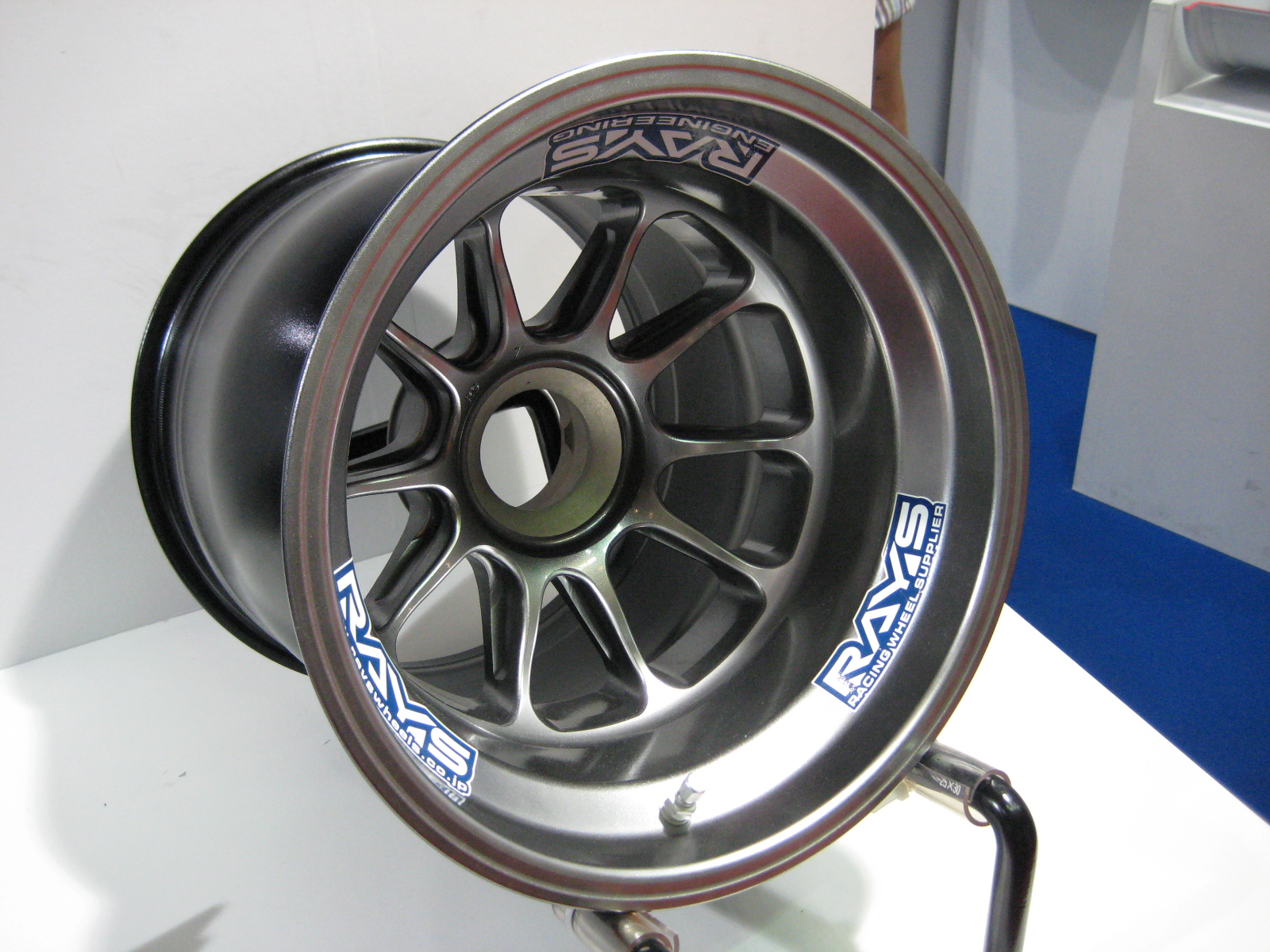
マグネシウム合金で作られたホイール

ホイールはセンターロック式で、AZ70もしくはAZ80マグネシウム合金から作られなければならない。
タイヤは単一サプライヤー（現行ではピレリ）によって供給される。タイヤに溝を掘るなどの加工（グルービング）は認められない。これは、ドライ、インターミディエイト、ウェットタイヤに適用される。ドライタイヤは、コンパウンドの柔らかさの違いから5種類C1、C2、C3、C4、C5が製造され、(C1が一番硬く、C5が一番柔らかい)各グランプリごとに3種類が指定され、指定された3種類のうち最も硬いタイヤをハード、二番目に硬いタイヤをミディアム、最も柔らかいタイヤをソフトと呼称する。各ドライバーごとに合計13セット割り当てられる。タイヤの配分（コンパウンド毎のセット数）は13セット中10セットは各ドライバーが期限までに自由に選択でき、残り3セットは予選Q3用の最も柔らかいコンパウンドのタイヤ1セットと決勝レース用に確保される2セット（2種類のコンパウンドが1セットずつ）となっている。予選Q3に進出した者は、予選Q2で最速タイムを出したタイヤを履いてスタートしなければならず、決勝では前述の決勝用タイヤ1セットを含む最低2種類のコンパウンドを使用することが義務付けられている。
レインタイヤは2種類あり、インターミディエイトタイヤは雨天用、ウェットタイヤは大雨用である。各グランプリ、各ドライバーごとにインターミディエイトが4セット、ウェットタイヤが3セットの合計7セット割り当てられる。決勝でのインターミディエイトやウェットタイヤの使用は、レースディレクターが「ウェットコンディション」を宣言したときのみに限られる。この場合、ドライコンディションの2種類のコンパウンドの使用義務は適用しない。
ピレリ製の場合、トレッド幅（接地面の横幅）は前輪で245 mm、後輪で325 mm、直径はドライタイヤで660 mm以下、雨用（インターミディエイト・ウェット）タイヤで670 mm以下と定められる。

#### 安全装備

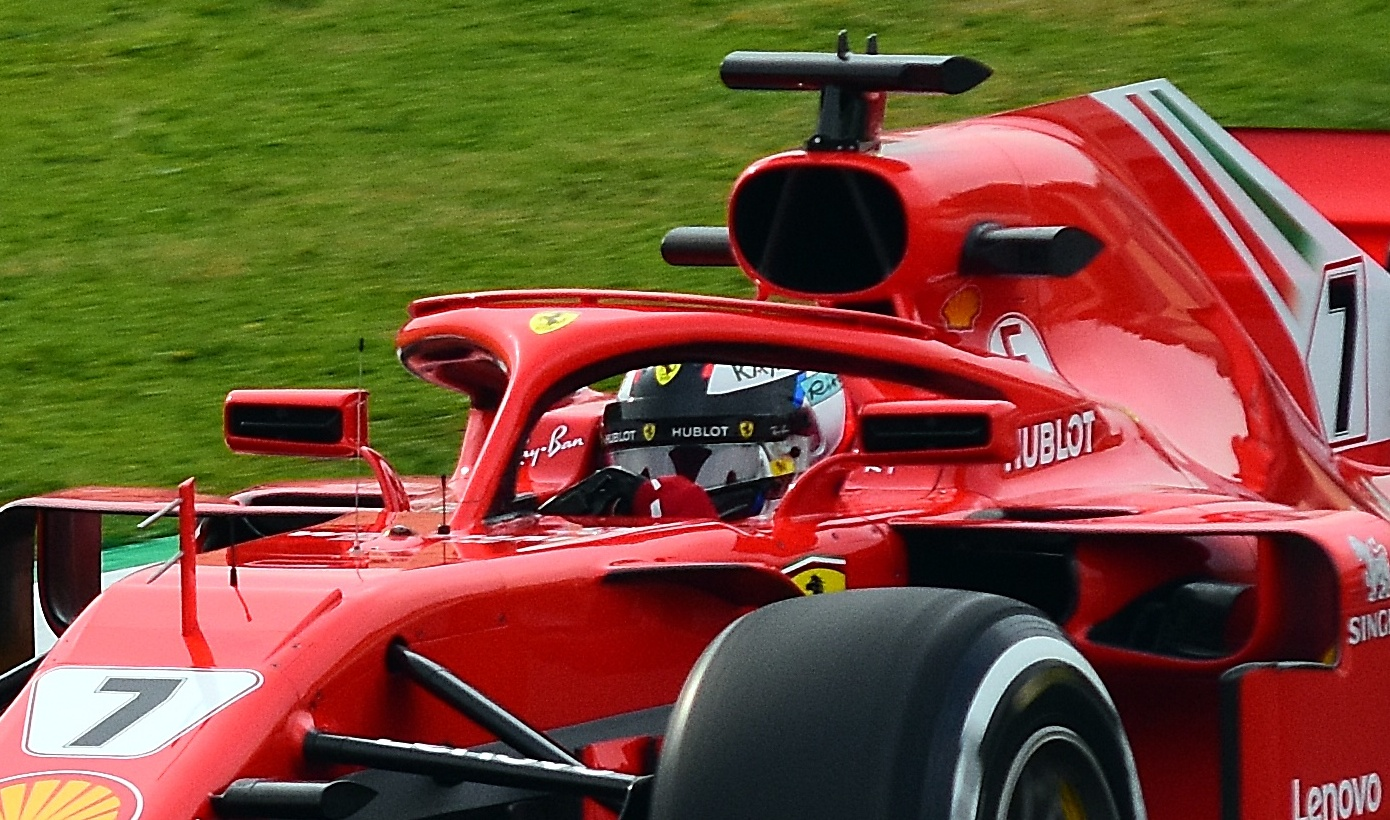
SF71Hに装着されたHalo

コクピット内部とエンジン部分には消火器を搭載し、転覆した状態でも10 - 30秒作動しなければならない。
クラッシュの衝撃からドライバーを保護するため、コックピットにHaloとエネルギー吸収パッドを装着しなければならない。また、ドライバーはHANSを装着しなければならない。
定められた位置にテールライトを搭載しなければならない。

## レギュレーションの変遷
以下に記す自動車に関する技術の進歩とそれに伴う危険性の増加により、時代の流れに沿う形でF1のレギュレーションが頻繁に変更されている。
- 1968年から起きた、それまでの「空気抵抗を抑える」デザインから、「空気の流れを利用」する、流体力学を応用したデザインへの変化
- 1977年に登場したグラウンド・エフェクト・カーとターボエンジンの隆盛
- 1987年から登場したアクティブサスペンション、1989年から登場したセミオートマチックトランスミッション等の油圧システムと電子制御によるハイテクの普及化

それぞれによる飛躍的な性能向上に対して、チーム間の格差が広がりすぎないように大幅な規制を行っている。
だが、1990年代よりマシンの設計や開発、レース時の管理、制御などにITが導入されたことでマシンの性能は飛躍的に向上しており、大幅なレギュレーションの変更でも一時的にマシンやチームの格差が縮まったに留まり、マシンの性能やコストの低下を狙った規制のつもりが、逆にコストを増加（チームの資金面の格差拡大）させたり、失われた性能を取り戻す過程で変更前以上の性能を得たり、特定のチームが突出する結果を招く原因になるジレンマを引き起こしている。
また、レギュレーション変更がうまくいかなかったケースも少なからず存在し、その象徴が1994年に行った一部ハイテク装備の禁止であり、これに起因して相次いだ死亡事故や重大事故である。この時の規制はハイテクの禁止によりチーム間の格差解消を目的としたものであったが、その影響で著しく制御能力が低下したマシンを生み出すこととなり、結果的に悲劇を引き起こす原因となってしまった。さらに上位組織にあたるFIA側は、これまで何らかの事故が発生してサーキットの安全性に疑問が生じても、その安全管理は事実上現地の運営側に任せきりであり、予防的な処置を講じるまでには至っていなかった。これを機にマシンおよびサーキットの安全面を強化する対策が頻繁に盛り込まれ、安全性が確保できていなければレースへの参加あるいは開催を認めない方針へと転じることとなった。

### 近年の問題点
近年、話題となりやすいレギュレーションは、エンジンに関する規定である。
2002年まではエンジンの年間使用数に制限がなかったが、高騰するコスト削減策の一環として、2003年から予選・決勝を通して1基のみの制限が加わり、予選用エンジンが事実上禁止された。これ以降、コスト削減の名目でエンジンの年間使用数の制限が強化される傾向となり、2005年にはエンジン交換した場合、(条件付きではあったが）グリッド降格のペナルティ制度が導入され、年々厳格化されていった。
しかし、このエンジン（2014年からパワーユニット）使用量制限は、逆にエンジンの長寿命化を実現するためのダイナモなどの研究費増加を招き、更にハイブリッド化によるパワーユニットの構造自体が複雑になった結果、1基あたりのコストが上昇。そのため、トータルコストでは削減効果は見られず、F1再参入も視野に入れていたアストン・マーティンも「現状ではコンマ1秒を追求することに資金を費やす機会は変わらないように見える」と事実上断念するコメントを発している。
また、グリッドペナルティ制度はV6ハイブリッドターボ時代になってからは使用数制限が強化されたことや一部分の交換でもその対象になったことも影響し、予選の意義までも揺るがす事態を招いている。実際、2018年ロシアグランプリにおいては、5台のマシンがパワーユニットの年間最大基数を超えた交換となったため、対象者は16位以下からのスタートが確定。予選では対象の5台とも（これは107%ルールが適用される可能性を回避するため）形式的にQ1を走行。そのうち3台がQ2へ進出したが、彼らはタイヤとパワーユニットを温存するためQ2を一度も走行せず終了。そのうえ、別の2台がQ3に進出した場合のみ、Q2でベストタイムを出したタイヤで決勝をスタートするルールを回避すべくアタックを行わずにQ2を終了した。その結果、残り10台が自動的にQ3への進出が確定するという問題が発生。予選の意味がないという事態が生じた。
他にも、ルイス・ハミルトンが「チャンピオンがパフォーマンスよりも信頼性で決まると言う、間違った方向に行っている」と発言しているように、ドライバーやチーム関係者などは不満を抱えている状況である。
ジャーナリストのサム・コリンズは、1997年の事例を上げて「ルールを安定させることこそが、競争力の格差を縮小させるには最良の方法」と結論付け、近年のレギュレーション改定が矢継ぎ早に相次ぐ状況を批判している。

### 1950年代

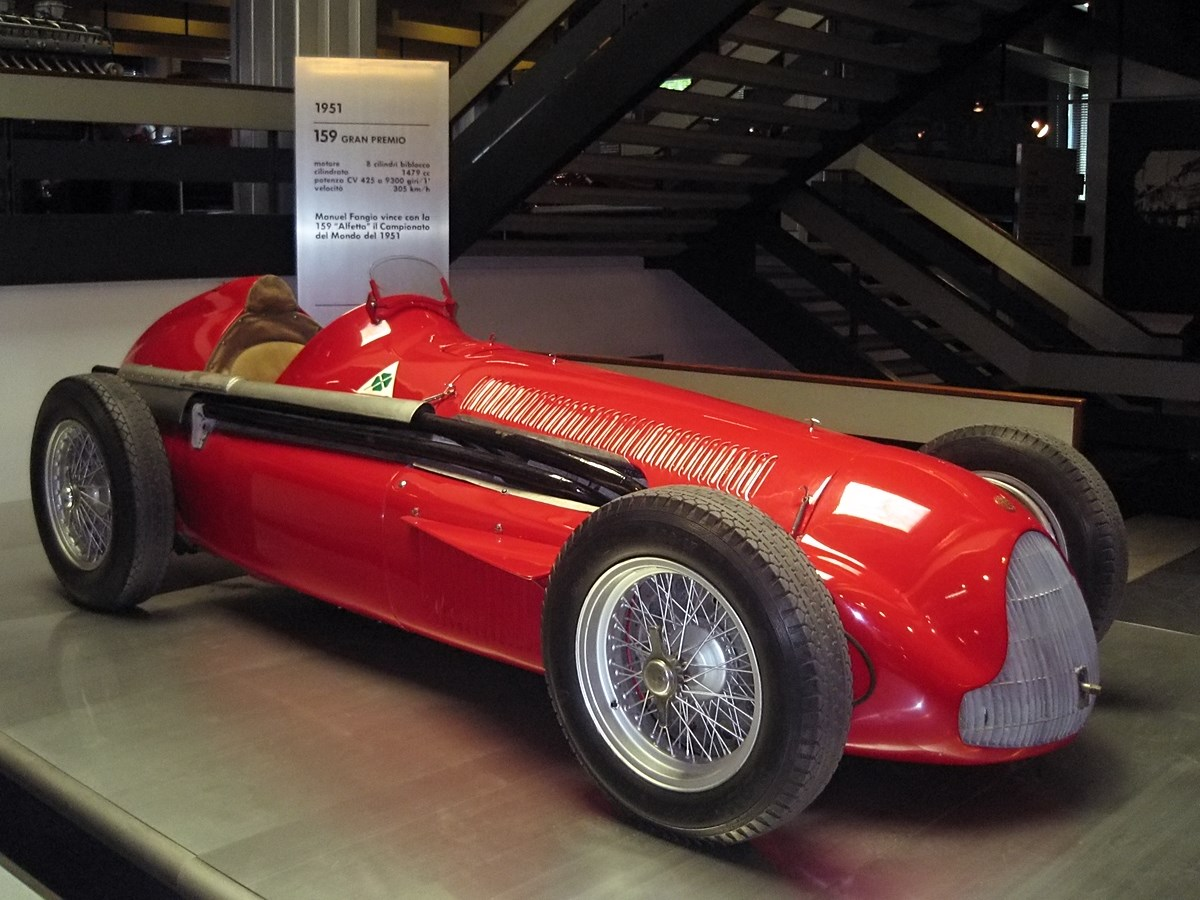
アルファロメオ159（1951年）

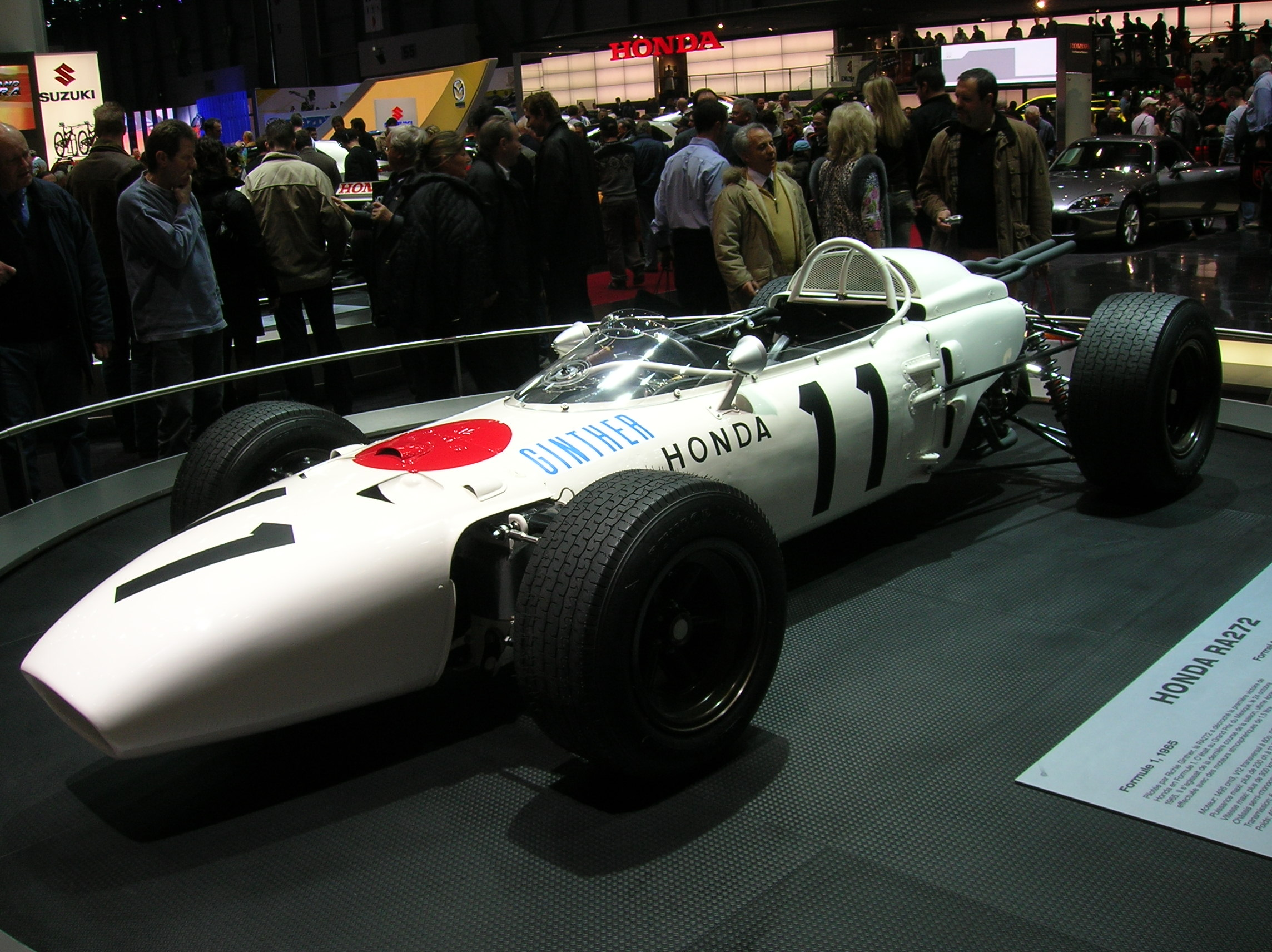
ホンダRA272（1965年）

- 1946年: 国際スポーツ法典へフォーミュラレーシングカーを付記。
  - エンジン・燃料
    - 排気量4,500cc NAまたは1,500cc 過給機付エンジン
- 1952年
  - エンジン・燃料
    - 排気量2,000cc
      - 2,000ccフォーミュラ時代の2年間はフェラーリは15戦中14勝している。
- 1954年
  - エンジン・燃料
    - 排気量2,500cc NAまたは750cc 過給機付エンジン。
- 1958年
  - エンジン・燃料
    - アルコール燃料の使用禁止。

### 1960年代
- 1961年
  - エンジン・燃料
    - 排気量1,500cc

  - 車体
    - 最低車体重量450kg
- 1963年
  - レース運営
    - フラッグによる合図が開始される。
- 1966年: フォーミュラレーシングカー (No.1, No.2, No.3) は国際スポーツ法典付則J項に編入され、C部門第8グループとなる。
  - エンジン・燃料
    - 排気量3,000cc NAまたは1,500cc 過給機付エンジン。

  - 車体
    - 最低車体重量500kg
- 1969年
  - 車体
    - 車載消火器の搭載義務付け。
    - 車高・シャーシ幅・ウイングの寸法規定。
      - 新たにウイングが取り付けられ、その脱落などによる事故が多発したため。

### 1970年代
- 1970年
  - 車体

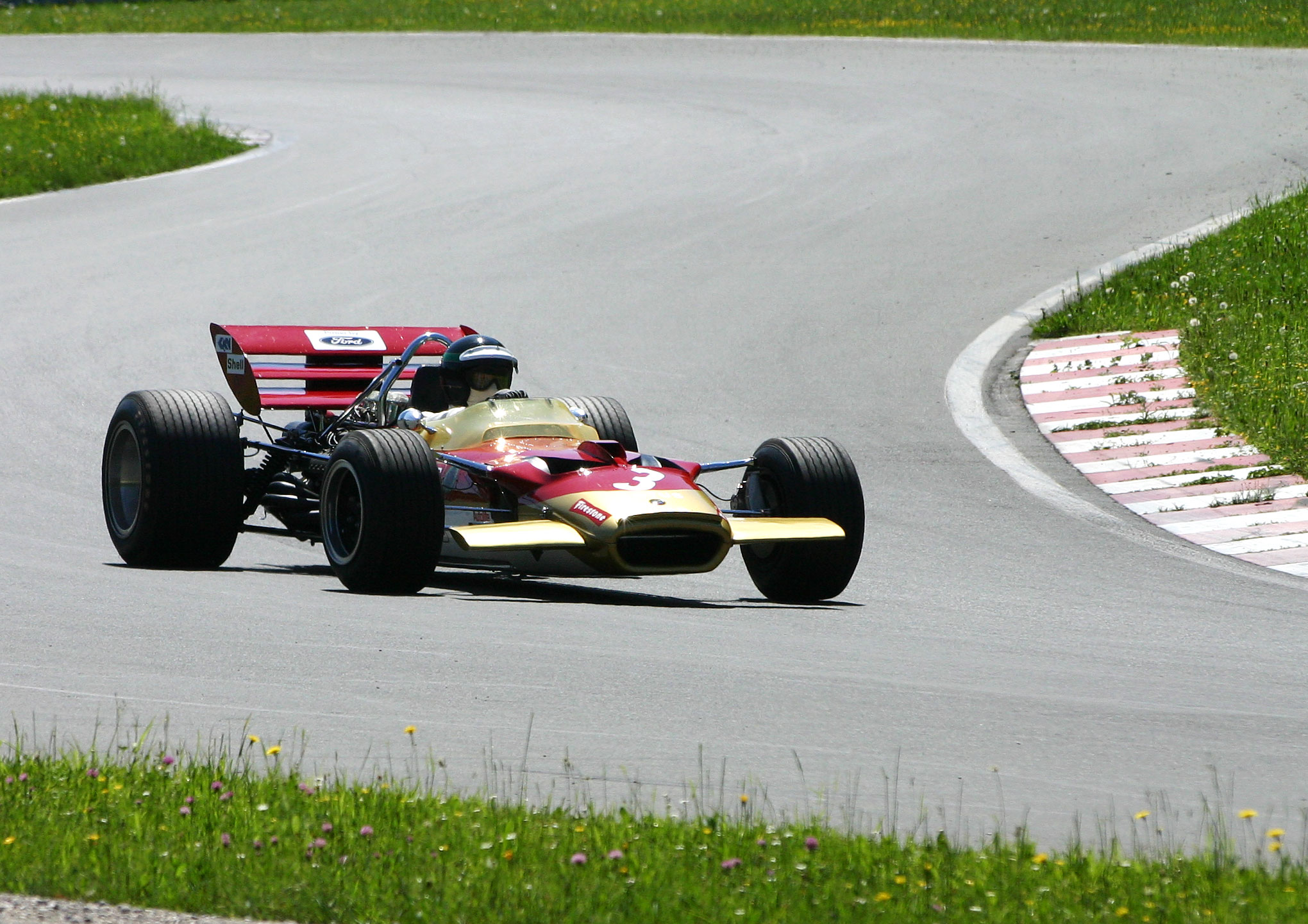
ロータス49C（1970年）

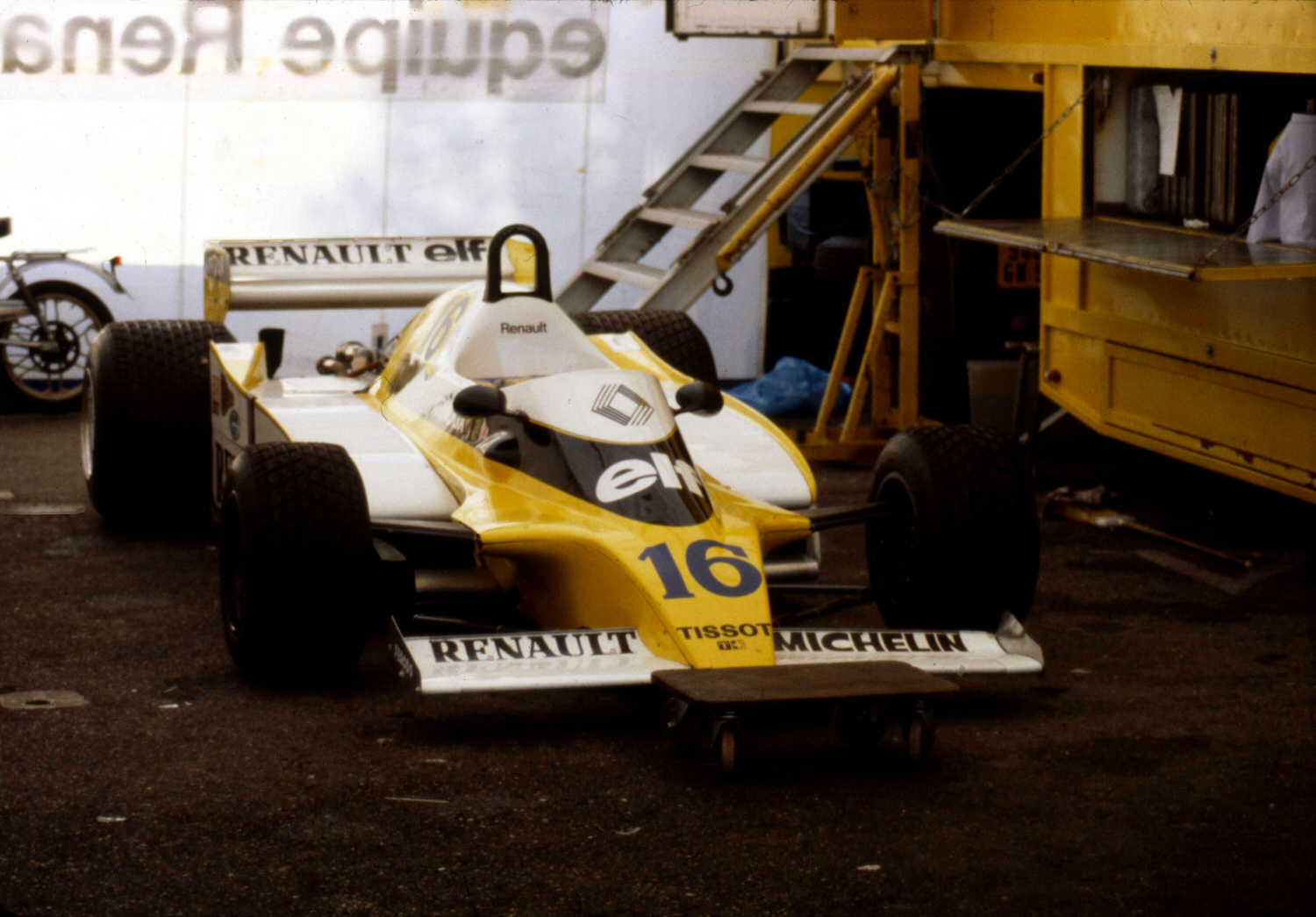
ルノーRS10（1979年）

    - 積層ゴムで製作された燃料バッグの使用義務付け。
    - 最低車体重量530kg。
- 1972年: 国際フォーミュラレーシングカーに改称される。
  - エンジン・燃料
    - エンジン気筒数を12気筒までに制限。

  - 車体
    - 最低車体重量550kg
    - ヘッドレスト・赤色のテールランプの導入。
    - 6点式ハーネスが義務化。
- 1973年
  - エンジン・燃料
    - 最大燃料タンク容量250L

  - 車体
    - 最低車体重量575kg
    - モノコック側面にクラッシャブルストラクチャー（衝撃吸収構造）の装着義務付け。
- 1974年
  - 車体
    - リヤウイング後端（リヤオーバーハング）はリヤ車軸から1,000mm以下とする。

  - レース運営
    - セイフティ・ウォールの義務化。
- 1976年: B部門第7グループに改編される。
  - 車体
    - リヤタイヤ幅21in以下。
    - コクピット前後のロールバーを結んだ線からドライバーの頭部が出ないこと。
    - リヤウイングの位置をリヤ車軸から800mmまで（以前はリヤ車軸から1,000mm以下）。
    - インダクションポッドの高さ900mm以下（ロールバーは除く）（スペインGPから）。
- 1977年
  - 車体
    - リヤウイングの高さ900mm以下（以前は1,000mm以下）。
- 1978年
  - レース運営
    - FIAが発給するスーパーライセンスを受けたドライバーのみを参戦可能とする。

### 1980年代
- 1981年
  - エンジン・燃料
    - 4ストロークエンジン以外（2ストローク、ガスタービン、ロータリーなど）使用禁止。

  - 車体
    - 最低地上高は60mm。
    - サイドポンツーンにおけるシーリング用としてのスライディングスカート使用禁止。
    - 最低車体重量585kg

  - レース運営
    - ドライバーズポイントが全戦有効になる（84年まで、91年から再び全戦有効になる）。
- 1982年: コンコルド協定発効により国際フォーミュラレーシングカーから外れフォーミュラリブレ (フリーフォーミュラ) となる。
  - 車体
    - スカートの素材は単一で、高さ60mm以内、厚さは5〜6mmでなければならない。
    - リヤウイング幅1,100mm以下。
    - ホイールの直径が自由化。
- 1983年
  - 車体
    - フラットボトム規制。フロントタイヤ後端からリヤタイヤ前端までは平らでなければならない。
      - グラウンド・エフェクト・カーを排除。

    - リヤウイングの位置をリヤ車軸から600mmまで（以前はリヤ車軸から800mm以下）。
    - リヤウイングの高さ1,000mm以下（以前は900mm以下）。
    - 車輪は4個まで。
      - 前年までウィリアムズが後輪を4輪とした6輪車を開発していたが、この規定により開発を断念する。

    - 4輪駆動（4WD）の禁止。
    - 最低車体重量540kg

  - レース運営
    - レース中の給油禁止。

- 1984年
  - エンジン・燃料

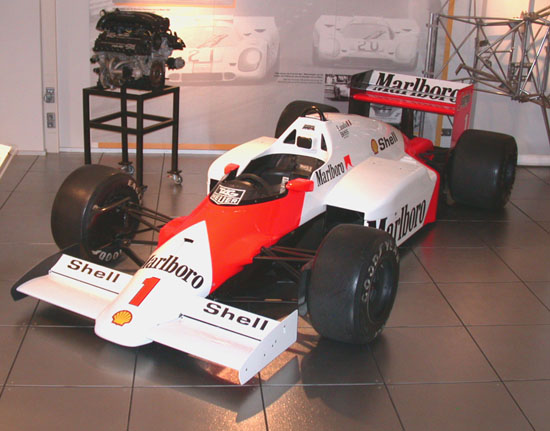
マクラーレンMP4/2（1984年）

    - 過給機付きエンジン車の最大搭載燃料を250Lから220Lに縮小。
      - 過給器付きエンジン車のコンストラクターズチャンピオンは1982年(フェラーリ)から。NAエンジン最後の優勝は1983年(ティレル)であった。
- 1985年
  - レース運営
    - ドライバーズポイントの有効ポイント制が復活。ベスト11戦が有効（1990年まで）。
- 1986年
  - エンジン・燃料
    - NA（3,000cc）エンジン禁止（排気量制限移行のため）。
      - この影響で大量のレース用エンジン(コスワースDFV)が余り、1985年からF3000というカテゴリーが設けられる。

    - 過給機付きエンジン車の最大搭載燃料を220Lから195Lへ縮小。
- 1987年
  - エンジン・燃料
    - NAエンジン復活。排気量を3,000ccから3,500ccへ拡大。
    - 過給機付きエンジンの過給圧を、ポップオフバルブにより4bar（400kPa）に制限。
      - ポップオフバルブが制限圧力以下でも作動する問題が発生し、ホンダがポップオフバルブを製作するなどにより、混乱を収拾した。
- 1988年
  - エンジン・燃料
    - エンジン：過給機付きエンジンの過給圧を2.5bar（250kPa）に制限。
    - 過給機付きエンジン搭載車の最大燃料タンク容量を195Lから150Lへ縮小。
      - 過給機付きエンジン使用チームへの大きな圧力となったが、マクラーレンは16戦中15勝と圧倒的な勝利を納める。

  - 車体
    - シャシー：最低重量制限がNA500kg、過給機付き540kgへ。
    - ペダル類の位置は前車軸より後。（フットボックス・レギュレーション）
- 1989年
  - エンジン・燃料
    - 過給機付きエンジンの禁止。

### 1990年代
- 1990年
  - 車体
    - 燃料タンクの高さや幅の制限（クラッシュでの火災事故を防ぐため）。

  - レース運営
    - 危険位置にストップしたマシンが移動させられた場合、たとえレースに復帰可能な場合でも失格になる。
      - 結果として、リタイヤする車両が続出
- 1991年
  - 車体
    - フロントウイング幅1,400mm以下（以前は1,500mm以下）。
    - リヤウイングの位置をリヤ車軸から500mmまで（以前はリヤ車軸から600mm以下）。
    - フロントウイングの最低地上高25mm以上（以前は底面と同じ高さまで可能だった）。

  - レース運営
    - ポイントシステム変更　1位9点から10点に。有効ポイント制の廃止。
- 1992年
  - エンジン・燃料
    - 有鉛ガソリンの使用禁止。

  - 車体
    - 予選用タイヤ（Qタイヤ）の禁止。
- 1993年
  - 車体
    - リヤタイヤ幅が18inから15inに縮小。
    - フロントオーバーハング900mm以下（ノーズ部分は除く）（以前は1,000mm以下)。
    - 全幅最大2,000mm以下（以前は2,150mm以下）。
    - リヤウイング高950mm以下（以前は1,000mm以下）。
    - リヤウイングの位置はリヤ車軸より150mm後方から500mmまで。
    - フロントウイング最低地上高40mm以上（以前は25mm以上）。

- 1994年
  - エンジン・燃料・運営

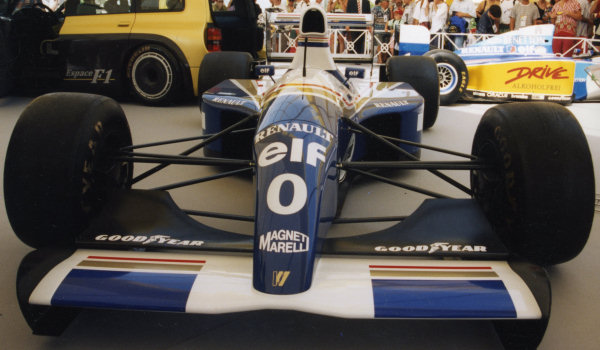
ウィリアムズFW16のカラーリングをしたウィリアムズFW14（1992年）

    - レース中の給油を許可（1983年禁止以来）

  - 車体
    - 変速段数は最大7段まで。
    - ドライバーの補助となるハイテクノロジーが一斉に禁止される。
      - アクティブサスペンション、ライドハイトコントロールの禁止。
      - トラクションコントロールシステム (TCS) の禁止。
      - アンチロック・ブレーキ・システム (ABS) の禁止。
      - 四輪操舵システム (4WS) の禁止。
      - プログラムド・シフトダウン・システムの禁止。

    - 最低車体重量505kg。
      - 車載カメラ搭載車がハンデを負わないよう、カメラ未搭載車にカメラの重量分に相当する、5kgのバラストを搭載。

  - 1994年シーズン途中から
    - レース運営
      - ピットロードのスピード制限（フリー走行：80km/h・決勝：120km/h）（モナコGPから）。

    - 車体
      - フロントオーバーハングのサイズ縮小（ボーテックスジェネレーターの禁止）（スペインGPから）。
      - フロントウイングの最低地上高は50mm以上（以前は40mm以上）（スペインGPから）。
      - ディフューザーの中央300mm以外はリヤ車軸までサイズ縮小（スペインGPから）。
      - フロントウィッシュボーンの強化（スペインGPから）。
      - エアボックス開口部分の背面に穴を設置（ラム圧の低減）（カナダGPから）。
      - モノコックサイドのクラッシュテストの強化。（カナダGPから）。
      - コクピットの最低寸法拡大（カナダGPから）。
      - リファレンスプレーンから600mm以上950mm以下のリヤウイング面積をその部分の70%以下にする（ドイツGPから）。
      - 前輪後端から後輪前端まで車体の底にスキッドブロック（木の板）の追加（ドイツGPから）。
      - 最低車体重量520kg。
        - サンマリノGPのローランド・ラッツェンバーガーとアイルトン・セナの死亡事故、モナコGPのカール・ヴェンドリンガーの重傷事故による安全向上対策。

- 1995年
  - エンジン・燃料

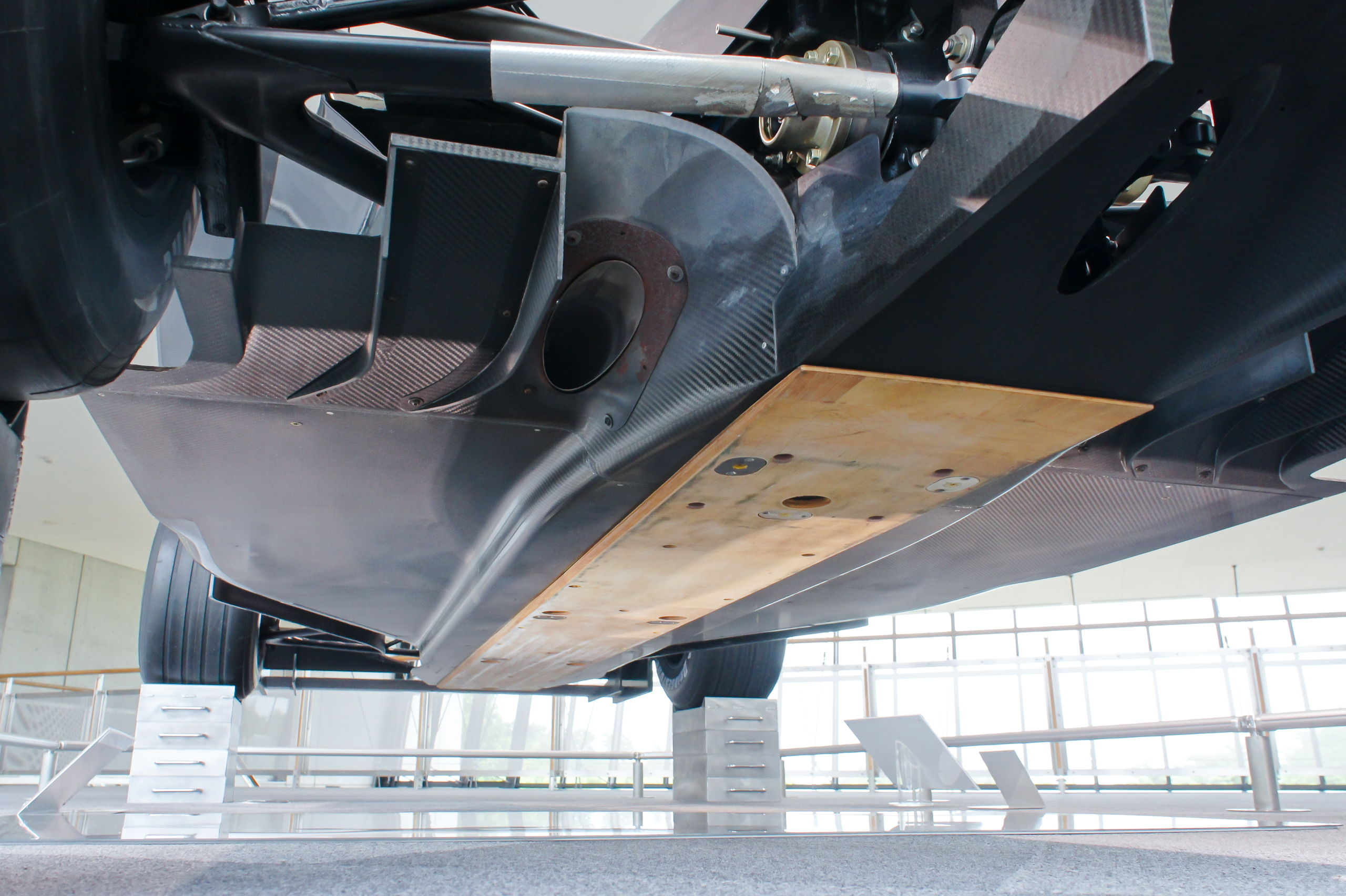
車体底面のスキッドブロックとステップドボトム（ホンダの研究車RC-F1 2.0X）

    - エンジン排気量を3,500ccから3,000ccに制限。
    - 燃料タンク最低容量（200L）の廃止（燃料補給の定着から）。

  - 車体
    - ステップドボトム規定。
    - 前輪後端から後車軸までスキッドブロックの装着。
    - 最低車体重量595kg（ドライバーを含む）。
    - フロントウイングの車体中心線から250mmより外の高さ方向の幅の制限（リファレンスプレーンの50mm以上から250mm以下）。
    - リヤウイング高800mm以下（以前は950mm以下）。
    - モノコックサイドのクラッシャブルストラクチャー衝突試験実施。
    - コクピット前後方向の最低寸法拡大。
    - コクピットサイドの高さは550mm以上 (以前は400mm以上)。
    - ドライバー後方に75mm幅のヘッドプロテクター装着義務化。
    - 前車軸からヘッドプロテクター間の距離は1,400mm以上。
    - ステアリングとコクピット前端の距離は50mm以上。

  - 1995年シーズン途中から
    - 車体
      - エアボックス部分の穴を廃止（アルゼンチンGPから）。
- 1996年
  - 車体
    - コクピット左右に75mm以上90mm以下の幅のプロテクターの装着を義務化。
    - コクピット左右方向の最低寸法拡大。
    - 最低車体重量600kg（ドライバーを含む）。

  - レース運営
    - 107%ルールによる「予選落ち」を制定。
- 1997年
  - 車体
    - ギヤボックス後部のクラッシャブルストラクチャー衝突試験実施。
    - リヤウイングレット高さ500mm以下（以前は600mm以下）。
- 1998年
  - 車体
    - スリックタイヤ禁止、グルーブドタイヤ義務付け（前輪3本溝、後輪4本溝）。
    - 全幅最大1,800mm以下（それ以前は2,000mm以下）
    - ブレーキ・ディスクのサイズを制限。　直径278mm以下、厚さ28mm以下（スピード抑制とオーバーテイクの増加への期待から）。
    - ブレーキ・キャリパーに使用できるピストンの数を最大で6個までに制限。
    - ブレーキ・キャリパーの材質の弾性係数の制限（ベリリウム・アルミ合金やMMCの禁止）。
    - ミラーサイズの拡大120mm×50mm（以前は100mm×50mm）。
    - フロントウイング加重テスト。

  - 1998年シーズン途中から
    - 車体
      - 後輪の左右に別々に作用する「第二のブレーキ」ともいうべきブレーキステアリングシステムの禁止（第2戦ブラジルGPから : マクラーレンとジョーダンが使用したが、ドライバーの能力を補うものとして禁止へ）。
      - サイドウイング（Xウィング）禁止（第5戦スペインGPから : 第3戦アルゼンチンGPでジャン・アレジ車のピットストップ時に、ピット内のエアチューブに引っかかり外れ飛んだため）。
- 1999年　
  - エンジン・燃料
    - 燃料は2000年EU市販ガソリンの規則を適用（硫黄分の削減）。
    - 走行中にエンジンマッピングを変更することを禁止。

  - 車体
    - 前輪の溝4本へ
    - ホイール脱落防止装置の義務化。
    - ドライバーがシートに固定されたままでもシートごと救出できる、セーフティシートの導入。
    - 冷却水の水圧を最大3.75barにコントロールする、プレッシャーリリーフバルブの装着を義務化（事故時の安全確保）。
    - 走行中にデフギヤの特性を変更することを禁止（トラクションコントロールと同じような効果を得ていた疑いから）ただし、ピットでの変更は可とする。
    - 前後ロールバーを結ぶ線とドライバーの頭との距離は70mm以上（以前は50mm以上）。
    - リヤウイング加重テスト。

### 2000年代
- 2000年
  - エンジン・燃料
    - エンジン形式をV10に統一。
    - 回転部品以外のベリリウム使用禁止。
    - 競技中の再プログラミング禁止。

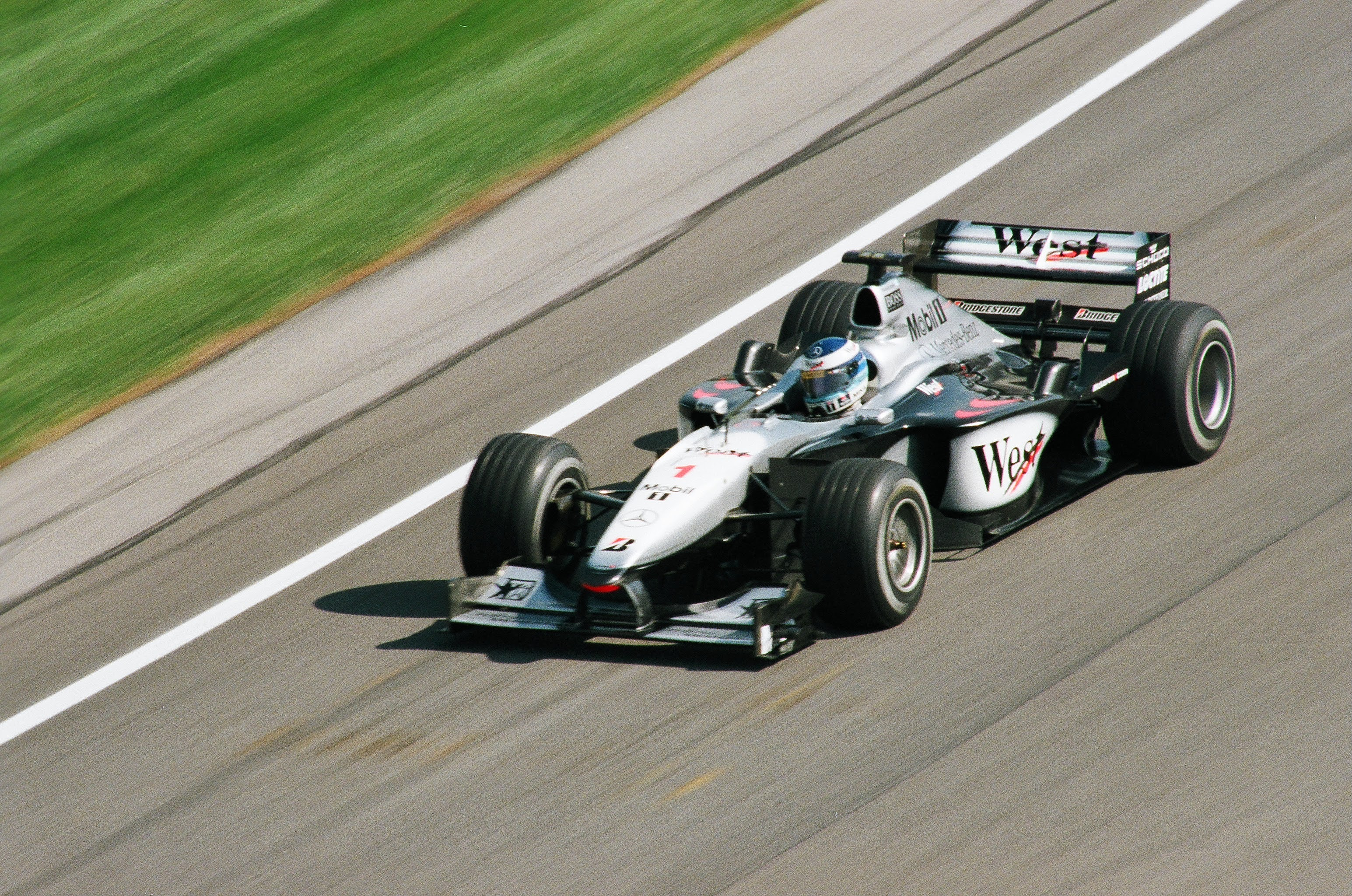
マクラーレン・メルセデスMP4-15（2000年）

    - 燃料は2006年EU市販ガソリンの規則を適用（硫黄分のさらなる削減）。

  - 車体
    - クラッシュテストの衝突テストの速度が秒速13m（46.8km/h）から14m（50.4km/h）に引き上げられる。
    - コックピットのカーボンファイバー・ウォールを最低3.5mmに義務化。
    - ミラーサイズの変更。（120mmｘ50mm）

  - レース運営
    - ペナルティを受けた時間の表示。そして、その時点から3周以内にペナルティを受けなくてはならない。
- 2001年
  - エンジン・燃料
    - エンジンへのベリリウム合金の使用禁止（コストダウンと加工時の有害性を問題視）。

  - 車体
    - フロントウイングの車体中心線から250mmより外の最低地上高は100mm以上（以前は50mm以上）。リヤウイングのロアエレメント1枚・アッパーエレメント3枚と取り付け位置制限。
    - ヘッドレストをFIAの基準定める方法によって取り付けることを義務化（大型フィンをつけて規定よりヘッドレストを小さくすることを防ぐため）。

  - レース運営
    - 青旗が3度振られたら後続車に追い越しさせないとピットで10秒間のストップペナルティ。

  - 2001年シーズン途中から
    - 車体
      - スペインGPからエンジンコントロールユニット（ECU）を使ってソフトウェアによるコントロールが可能になり、規制が困難になったため。トラクションコントロールシステム(TCS)、ローンチコントロール（ラウンチコントロールシステム）の使用が許可される。
- 2002年
  - 車体
    - 電子制御パワーステアリング禁止（機械式パワーアシストのみ使用可能）。
    - ミラーサイズの拡大150mmｘ50mm（以前は120mmｘ50mm）。
    - テールランプの拡大6cmｘ6cm

  - レース運営
    - レース中のクラッシュの原因となったドライバーは次のレースで10グリッド降格（2002年のみ）。
    - 各チームは1シーズンあたり3回のみリザーブドライバーとレギュラードライバーの交代が認められる。
- 2003年
  - エンジン・燃料
    - 予選から決勝までは1エンジンのみ。

  - 車体
    - HANSの装着義務付け。

  - レース運営
    - フリー走行の回数が4回から3回へ（金曜日午後のフリー走行を行っていた時間帯に予選1回目を実施）。
    - 金曜フリー走行1回目の前に、特別フリー走行セッションを実施（事前にエントリーしたチームのみ。なお、レース出走ドライバー以外の第3ドライバーも出走可能）。
    - 予選が2日制1ラップ方式（シングルカーアタック）へ（走行順は、金曜日が前戦までのドライバーズランキング上位から、土曜日が予選1回目の下位から）。
    - 「チャンピオンシップ・ポイント」を従来の6位まで付与から8位まで付与に拡大（10-6-4-3-2-1 → 10-8-6-5-4-3-2-1へ）。
    - ピットから車へのテレメトリーデータ送信を禁止。
    - ドライタイヤを各チーム2種類供給可（2002年までは各メーカー2種類）
    - ウェットタイヤを1種類に制限。
    - チームオーダーの禁止。
    - 予選終了後から決勝前までのマシンメンテナンスの原則的禁止（パルクフェルメ・ルール）。これに伴い、従来日曜午前に存在したウォームアップ・セッションが廃止。
    - 予選方式の変更に伴い、事実上予選落ちの基準となる107%ルールが撤廃された（予選でのノータイムは最後尾スタートとなる）。

- 2004年
  - エンジン・燃料

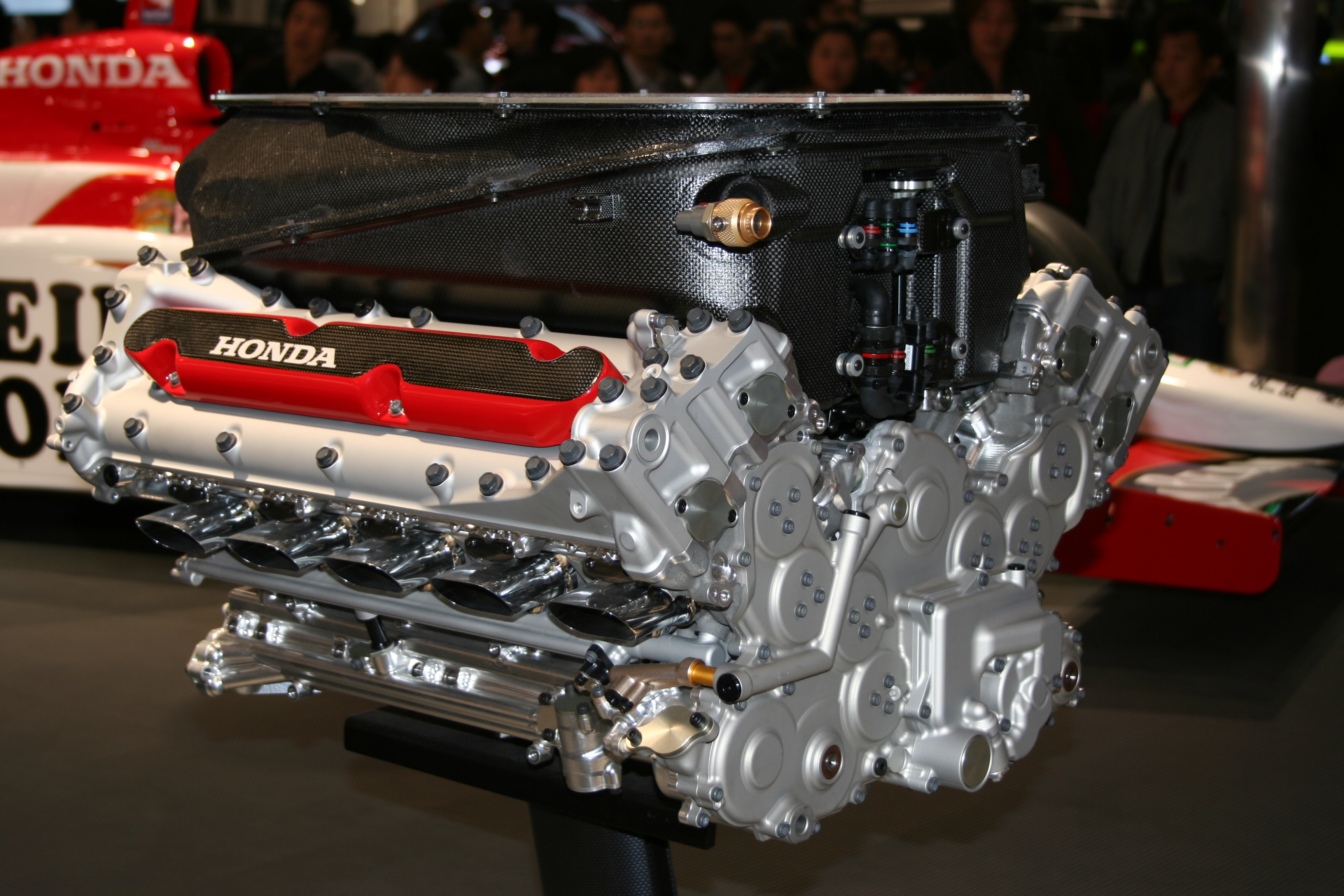
ホンダRA005E V10エンジン（2005年）

    - レースウィーク中1基のエンジンのみ使用可

  - 車体
    - ローンチコントロールシステムとフルオートマチックトランスミッションの禁止。
    - ボディワークサイズの変更（エアボックス部分のサイズ拡大、スポンサー用スペース確保のため）。
    - リアオーバーハングのサイズ拡大（翼端板の大型化、スポンサー用スペース確保のため）
    - リアウィングアッパーエレメントが2枚までに。
    - 最低車体重量600kg、予選時のみ605kg。

  - レース運営
    - 予選が土曜1日制1ラップ×2方式へ（走行順は、予選1回目が前戦リザルトの上位から、予選2回目が予選1回目の下位から）。
    - フリー走行の回数が3回から4回へ（金曜日午後にもフリー走行実施）。
    - 金曜フリー走行セッションのみ、前年コンストラクターズ順位5位以下のチームが第3ドライバーの出走が可能に。
    - 予選開始前にエンジン交換した場合には10グリッド降格のペナルティ（エンジン交換を2度行った場合は20グリッド降格）
    - 予選後に交換した場合は最後尾グリッドに降格
    - ウェットタイヤを2種類まで用意することが可能に。ただし荒天用タイヤはレース主催者の許可があった場合のみ使用可能。
    - ピットロードの制限速度が80km/hから100km/hに。

  - 2004年シーズン途中から
    - 車体
      - 新規格のカーボンファイバー製ヘルメットのみが使用可能に（1個150万円程）（フランスGPから）。
      - リヤウイングフラップ加重テスト（ハンガリーGPから）。

- 2005年
  - エンジン・燃料・運営
    - 2レースで1基のエンジンのみ使用可。

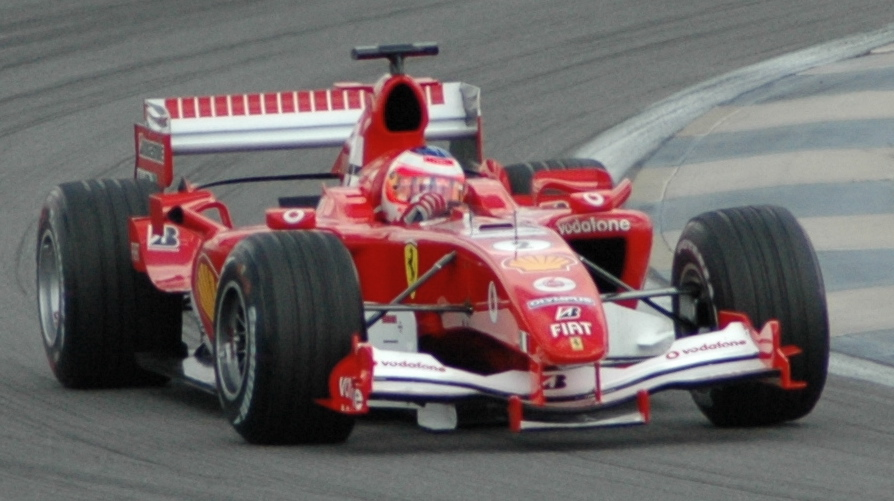
フェラーリ F2005（2005年）

      - 予選開始前にエンジンを交換した場合は10グリッド降格のペナルティ（エンジン交換を2度行った場合は20グリッドの降格）
      - 予選後に交換した場合は最後尾のグリッドに降格

  - 車体
    - フロントウィングの車体中心線から250mmより外の最低地上高は150mm以上（以前は100mm以上）。
    - リアウィングアッパーエレメントを150mm前方へ移動（後車軸から、後車軸より350mm後方の間）。
    - サイドディフューザーのサイズ縮小。
    - リヤタイヤ前フロアの一部削減。
    - コクピット周りのプロテクターの厚さを75mm以上90mm以下から90mm以上105mm以下に拡大。

  - レース運営
    - 予選が2日制1ラップタイム合算方式へ（日曜午前に予選2回目実施。ただし第6戦モナコGPまで。走行順は、土曜日が前戦リザルトの下位から、日曜日が予選1回目の下位から）
    - 第7戦ヨーロッパGPから予選が1日制1ラップタイム方式へ（日曜予選の廃止、走行順は、前戦リザルトの下位から）
    - 予選・決勝レースで使用可能なタイヤを1セットに制限（タイヤ交換の原則禁止）。
    - 1レース目を完走できなかった（チェッカー・フラッグを受けなかった）エンジンは、次戦ペナルティなしで交換可能。交換されたエンジンは当該エンジンの1レース目となる。

- 2006年
  - エンジン・燃料・運営

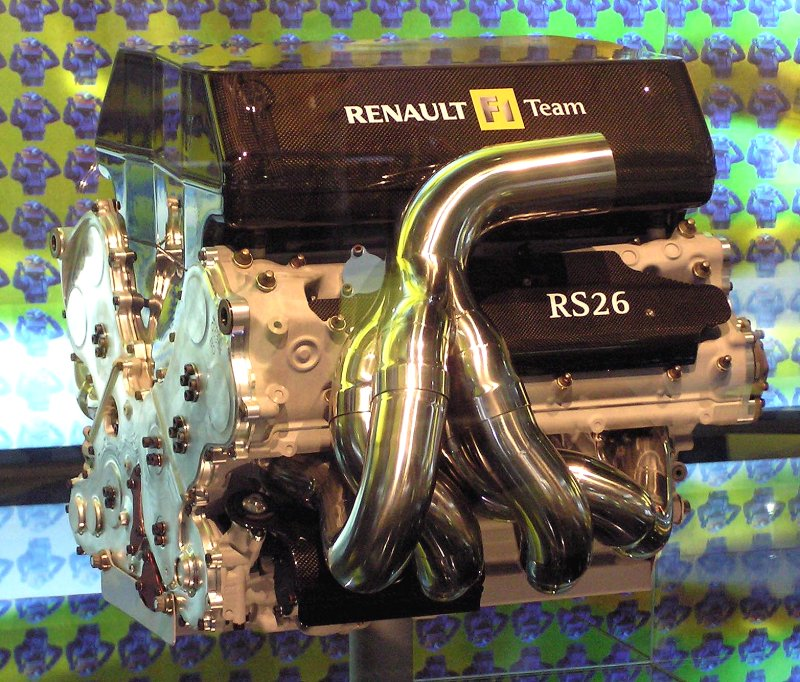
ルノーRS26 V8エンジン（2006年）

    - エンジン:形式はV8、排気量を2,400ccに制限、Vバンク角は90度、最低重量95kg、最低重心高165mm。

  - 車体
    - フロントタイヤ間のディフレクターの高さ規制。
    - フロントノーズアッセンブリ（フロントウイングとフロントノーズ）の重量を45kg以下に制限（ノーズ内に大量のバラストを積むチームが増え、クラッシュでの危険性が増したため）。
    - リアのクラッシュテスト衝突速度を秒速12m（43.2km/h）から秒速15m（54km/h）に引き上げられる。

  - レース運営
    - タイヤ交換の復活（ただし、グランプリ期間中に1人のドライバーが使用できるドライタイヤは7セットまで）。
    - 予選をノックアウト方式に変更。
      - 最初の15分（Q1）は全車両が参加し、このセッションの下位6台（17 - 22位）はグリッド決定。
      - 次の15分（Q2）は前のセッションの上位16台が参加し、このセッションの下位6台（11 - 16位）はグリッド決定。
      - 最後の20分（Q3）は前のセッションの上位10台が参加し、残り10台のグリッドを決定。（第11戦フランスGPから15分に）
      - 選手権参加台数が22台でない場合のふるい落としは以下の通り。
        - 選手権参加台数が20台の場合、Q1とQ2では下位各5台のグリッドを決定し、10台でQ3を実施する。
        - 選手権参加台数が24台の場合、Q1とQ2では下位各7台のグリッドを決定し、10台でQ3を実施する。

    - 最初の2つのセッションは燃料量は自由とし、最終セッションに進めなかったものはレースまでに再給油可能。最後のセッションはレーススタート時の燃料を搭載（セッション開始時に車両重量計測）し、レース開始までに消費した燃料を再給油するものとする（決勝グリッド確定タイムの110％を超えるタイムで第1セーフティーカーラインから第2セーフティーカーラインを周回した場合、その周で使用した分の燃料は再給油できない）。

  - 2006年シーズン途中から
    - 車体
      - リヤウイングフラップセパレーター導入（カナダGPから）。
- 2007年
  - エンジン・燃料・運営
    - 金曜日にエンジントラブルなどのために交換してもペナルティを課さない。（土曜日・日曜日の交換は従来通り）
    - エンジンのホモロゲーションを実施。（2006年日本GPで使用したエンジンを基準に、開発を2009年まで一部を除き凍結）
    - エンジン回転数を最大19,000rpmに制限。

  - 車体
    - 最低車体重量605kg（全イベント中）

  - レース運営
    - 金曜日のフリー走行は最大2名まで参加可能。ただし1名をサードドライバーが担当することは可能。
    - 金曜日のフリー走行のセッション時間を90分に拡大。
    - 1台あたりが使用できるタイヤセットを14に拡大。
    - ソフト・ハードの2種類のタイヤをレース中に使用することを義務付け。
    - レース中にセーフティーカーが導入された場合は一時ピットが閉鎖され、給油目的でピットインするとペナルティを受ける。
    - ギヤボックスを交換した場合、予選結果より5グリッドの降格。
    - ギヤ比の変更はFIAの承認下で1回のみ。
    - テストの制限。（年間3万kmまで。タイヤもドライ・ウエット合わせて使用できるのが300セットまで）
    - トラックシグナルインフォメーションディスプレイの義務化。
    - メディカルワーニングシステムの義務化。
    - ピットロードの制限速度が100km/hから80km/hに変更。

  - 2007年シーズン途中から
    - 車体
      - フロアの加重テストの方法変更（スペインGPから）。
- 2008年
  - エンジン・燃料
    - エンジン開発を2012年までの完全凍結（ホモロゲーション）。シーズン終了時に次の年に向けた最低限の変更は認められている。ただし、シーズン前にホモロゲーション登録が必要である。なお、グリーンエコロジーに繋がる変更などは、FIAに登録しFIAがこの変更点を他チームに公表し、各チームの承認を得れば変更が可能である。
    - 5.75％のバイオ燃料を混合。

  - 車体
    - 希少材料の制限。
    - エレクトロニックコントロールユニット（ECU）の標準化。
    - シャーシのカスタマー供給をトロ・ロッソとスーパーアグリに限り2年間の許可。
    - ギヤボックスを4グランプリ1基。（金曜日は除外される）
      - ギヤボックスを交換した場合は5グリッド降格のペナルティ。

    - トラクションコントロールシステム（TCS）の使用を禁止。
    - コクピット周りのサイド・プロテクターのサイズ大型化。

  - レース運営
    - スペアカー（サードカー）を廃止。
    - 各ドライバー初回の1度目のみエンジン故障での10グリッド降格ペナルティを回避できる。
    - 予選の変更点。
      - Q1の時間を15分から20分へ延長。Q3の時間を20分から10分へ短縮。
      - Q3で消費した燃料は返還されない。

    - スーパーライセンスの料金を増額。
      - 基本料を1万ユーロへ、1ポイントあたりの加算額を2,000ユーロへ増額。

    - テスト制限の除外。
      - 指定サプライヤーによって提供される専用タイヤを用いて実施するプロモーション、デモンストレーションのイベント。
      - 過去24ヶ月間にF1世界選手権に参戦していないドライバー、又は過去24ヶ月間に4日間以上F1マシンをテストしていないドライバー。
- 2009年

- - エンジン・燃料

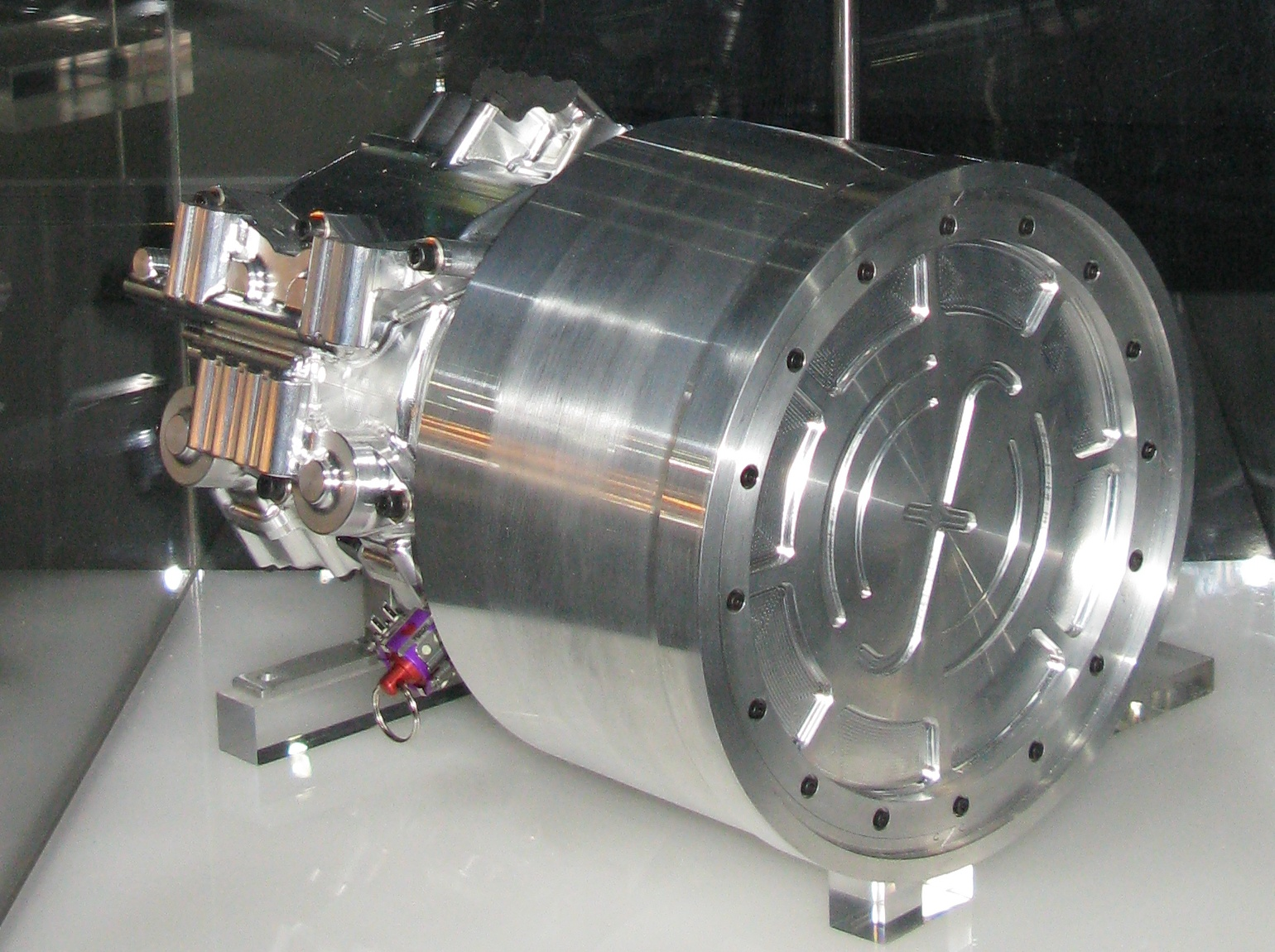
フライホイール式のKERS（F1での採用例はない）

    - エンジンの回転数を最大18,000rpm（以前は19,000rpm）に制限[12]。
    - 1チームがシーズン中（金曜日（モナコのみ木曜日）のフリー走行時のエンジンもこのルールを適用）に使用できるエンジンを最大20基に制限（レギュラードライバー1人あたり8基を使用し、残り4基はテストに使用）[12]。
      - シーズン中に9基以上のエンジンを使用する場合は、スターティンググリッドが予選順位から10位降格のペナルティ（必ずしも3レース連続使用する必要はなく、1シーズンのエンジン使用数が8基以内であれば、ペナルティは課されない）[12]。

  - 車体
    - 運動エネルギー回収システム（Kinetic Energy Recovery System）の導入（義務ではない）[12]。
    - グルーブドタイヤからスリックタイヤへ変更[12]。
    - ダウンフォースの大幅な低減（リアウイングの大幅な小型化および、ディフューザーによるダウンフォース発生量の安定化）[12]。
      - フロントウイングは車体中心線から250mmより外では75mm以上275mm以下に位置する（以前は150mm以上350mm以下）。
      - フロントウイングの幅は1,800mm以下（以前は1,400mm以下）。
      - フロントウイングは前車軸から450mm以上1,000mm以下（ノーズ部分は除く）（以前は350mm以上900mm以下)に位置すること。
      - フロントウイングの厚さや面積の指定。
      - フロントウイングフラップは、コクピットから1周回中に最大6度まで2回の角度変更が可能。
      - リヤウイングの高さは950mm以下（以前は800mm以下）。
      - リヤウイングの幅は750mm以下（以前は1,000mm以下）。
      - ディフューザーの幅は1,000mm以下（以前は300mm以下）。
      - ディフューザーの高さは175mm以下。
      - ディフューザーの長さはリヤ車軸から350mm以下（以前は500mm以下）。
      - フロントタイヤ後方やサイドポンツーン上のエアロパーツの大幅制限。

  - レース運営
    - ピットロードの制限速度が80km/hから100km/hに変更。（チャーリーの要請により引き下げられることもある）
    - シーズン開幕の週のはじめから12月31日までのテストは禁止[12]。
    - 風洞の使用の制限。
    - レースに参加するチームメンバーの数の制限。
    - 予選後の各マシンの重量を発表。（Q3に進んだマシンは計測重量を発表、進めなかったマシンは自己申告だが抜き打ち検査あり）
    - ウェットタイヤ・エクストリームウェザータイヤの名称をそれぞれ「インターミディエイト」「ウェット」へ変更。

### 2010年代
- 2010年
  - レース途中での給油禁止（1993年以来）[13]。
  - 参戦可能台数を26台とする（以前は24台）[13]。
  - Q3に進出したドライバーは最速タイムを記録したタイヤで決勝レースをスタートしなければならない。
  - 「チャンピオンシップ・ポイント」を従来の8位まで付与から10位まで付与に拡大、またポイントも最大25に拡大される（10-8-6-5-4-3-2-1 → 25-18-15-12-10-8-6-4-2-1へ）[13]。
  - 車体最低重量620kg（以前は605kg）[13]。
  - フロントタイヤの幅を245mmに縮小（以前は270mm、リアタイヤは325mm）。
  - 各チームに支給されるタイヤを14セットから11セットに削減。また金曜2回目のフリー走行前に1セット、土曜フリー走行前に2セット返却しなければならない。
  - 2010年からの新規参加チームにマシン輸送費などに対する補助を行う[14]。
  - 他チームからシャシー（および設計の知的財産権）を購入しての使用を禁止する。
  - 参戦台数増加のためパルクフェルメルールを変更。
  - レース中のペナルティ等の判断を行うスチュワード（競技委員）を4人とし、うち1人は必ず元F1ドライバーとする。
  - サイドミラーをサイドポンツーン付近からコクピットの両端に移動（該当チームのみ・第5戦スペインGPより）。
- 2011年[15]
  - DRS（可変リアウィング、オーバーテイクウィング）の導入[16]
  - KERSの復活
  - 最低重量を640kgまで引き上げ（※：KERS搭載による重量の不利をなくすための措置）
  - 107%ルールの復活[17]
  - 予選でのスロー走行の制限[18]
  - ダブルディフューザーの禁止[19][20]。
  - Fダクトの禁止
  - チームオーダー禁止ルールの廃止[21]
  - レースディレクターに対しピットレーン閉鎖の権限を与える
  - スチュワードによるペナルティ項目改訂を許可すること
  - ドライバーの振る舞い、およびレース中のドライビングスタイルについての見直し
  - サーキット内のピットにおけるファストレーン幅を制限
  - レース中にソフト・ハードの双方のドライタイヤを使用しなかったドライバーに対し失格を科すペナルティを導入
  - ギアボックスの連続使用ルールを4戦連続使用から5戦連続使用へ変更
  - F1マシンがセーフティカーを追い越すことができる範囲についてのルール明確化
  - 車両設計に関する安全基準の変更
  - ドライバーの脚を保護するためアンチイントルーションパネルの導入を義務化
- 2012年
  - ブロウンディフューザーの廃止。
  - エンジン標準ECUの制御項目（マッピング）の監視強化。
  - エンジン排気を放出する位置・角度、排気口の形状を厳密に規制[22]。
  - モノコック前端＋150mmより先の部分のノーズの高さは、車体底部の基準面（リファレンスプレーン）から上方最大550mmまでとする[23]。モノコック前端の高さは従来通り625mmまで[23]。
  - サイドポッドのサイドパネルの高さを550mmとする。
  - 側部衝撃構造に上向きのプッシュオフテストを追加。
  - マーシャルによって操作されるマシン内の緊急スイッチをより分かりやすくする。
  - すべてのクラッシュテストに合格しないマシンは、プレシーズンテストに参加できない。
  - 中断を含めて、レースの最長時間は4時間まで。
  - 順位を守るためのライン変更は1回に限る（蛇行運転の禁止）。元のレーシングラインに戻ることもできるが、コーナーへのアプローチでは1台分のスペースを空けなければならない。
  - セーフティーカー走行時、コース上の安全が確認された状況において、周回遅れのマシンはセーフティーカーとラップリーダーを抜いて隊列の最後尾に付くことができる。クリーンな状態でリスタートを行うため。
  - レース中断時にピットインしていたマシンは、中断時の順位のままグリッド上のマシンに合流できる。
  - 偵察ラップやインラップの走行中、燃料と時間を節約する目的でコースをショートカットしてはならない。
  - 各ドライバーに与えられるすべてタイヤを初日のフリー走行で使用できる（以前は3セットまで）。
  - シーズン中のテストは1度、3日間のみ許される。
  - 控訴が認められないスチュワードの裁定は、レギュレーション内の一か所にまとめられる。
- 2013年
  - 最低重量は642kg（ピレリタイヤの重量増加のため）
  - DRSは全セッションとも指定区間でしか使用できない（以前はフリー走行・予選時は自由）。
  - ドライバーの操作に連動する能動的ダブルDRSを禁止する（受動的システムは使用可能）。
  - ノーズの段差を埋めるラミネートプレートの装着を許可する（任意）。
  - 予選中、最低でもピットへ戻るまでの1周分の燃料と、サンプル提出用の1Lの燃料をマシンに搭載する。
  - 使用する全シャシーに対して、側部衝撃構造へのテストを義務付ける（以前はサンプル1台のみ）。
- 2014年
  - V型6気筒1.6Lのシングルターボエンジンを搭載。最高回転数15,000rpm、シリンダー直噴方式（最大噴射圧力500bar）。
  - KERSに代わるエネルギー回収システム (ERS) を採用。
    - ターボの復活や運動エネルギー回生に熱エネルギー回生を加えた複雑なハイブリッド技術を加えたエンジンとなることから、この年からパワーユニット（通称PU）と称されるようになった。
    - 内訳はICE（内燃機関（エンジン））・MGU-H（熱エネルギー回生システム）・MGU-K（運動エネルギー回生システム）・TC （ターボチャージャー）・ES（エネルギー貯蔵装置（バッテリー））・CE（コントロールエレクトロニクス（電子制御装置））となっており、その6つの総称がパワーユニットである。
    - 年間使用数制限が強化し、5基に（以前は8基）。

  - 車両＋ドライバーの最低重量制限691kg。
  - 決勝での燃料は100kg未満。また瞬間最大流量は100kg/hに制限。
  - フロントウイングの全幅が1,650mmへ縮小（以前は1,800mm）。
  - リアウィングの上下幅を220mmから200mm。
  - モノコック先端の高さを625mmから525mm。
  - モノコック＋150mmより先の部分のノーズの高さは、車体底部の基準面（リファレンスプレーン）から上方最大185mmまでとする（以前は550mm）。
  - ギアが8速までに拡大。シーズン中のギアレシオの変更は1回まで。
  - ドライバーのラフプレーなどに対するペナルティーポイント制度導入。累計12点に達すると次戦への出場停止処分が課される。
  - 2チームでひとつの風洞を共有することが許される
  - （シンガポールGPより）無線またはピットボードを用いて、ドライバーのパフォーマンス改善につながる情報を伝えることが禁止。
  - 金曜フリー走行1回目を1時間30分から2時間に延長し、セッション開始後30分間だけ使用できるプライムタイヤ（ハード側）1セットが追加。
    - 予選Q1・Q2敗退者には決勝レース用のオプションタイヤ1セットが追加。
    - 予選Q3進出者にはオプションタイヤ（ソフト側）1セットが追加。このタイヤはQ3のタイムアタック後に返却する。
    - Q3に進出したドライバーは決勝スタート時にQ2で最速ラップを記録したタイヤを使用しなければならない。
    - 予選スケジュールはQ1が18分、Q2が15分、Q3が12分となる（以前はQ1が20分、Q2が15分、Q3が10分）。

  - 最終戦のみ入賞者のポイントを2倍にする（25-18-15-12-10-8-6-4-2-1 → 最終戦のみ50-36-30-24-20-16-12-8-4-2）。
  - 固定カーナンバー制度導入。
- 2015年
  - 2014年シーズンで導入された「最終戦のみポイント2倍」を廃止。
  - 最低重量は燃料なしで702kg。[24][25]
- 2016年
  - スーパーライセンス発給の条件が「18歳以上であること」「有効な運転免許証を取得していること」「下位カテゴリのレース[26]に2年以上参戦し、ポイント（ライセンスポイント）を3年間で合計40点以上獲得すること」と、より厳格化される。
- 2017年
- 2018年
  - コックピットを保護するデバイス「HALO」の装着を義務化[27]。
  - 最低重量を734kgに変更[28]（HALOの導入による重量増加のため）。
  - 15降格以上のグリッド降格ペナルティは自動的に最後尾とする[29]。
- 2019年
  - ファステストラップを記録したドライバーおよびコンストラクターに1ポイントが加点される。1950年から1959年の間に導入されていたルールの復活であるが、当時と異なり「10位以内でフィニッシュ」する条件が加えられている[2]。

- ※以下出典は[29]。
  - オーバーテイクチャンス拡大のため、以下のエアロパーツ各種簡略化とそれに伴うエアロフォース効果低減対策。
    - フロントウイングエンドプレートの簡略化。
    - フロントウイングエンドプレートの縮小（プレート幅：50mm→40mm）。
    - フロントウイング底部のアンダーウイング・ストレーキ設置個数を左右2枚ずつの計4枚に制限。
    - フロントウイングの大型化。
      - ウイング高：200mm→225mm
      - ウイング幅：1800mm→2000mm
      - フロントオーバーハング：1200mm→1225mm

    - バージボード全高を150mm縮小する代わりに設置位置を100mm前方とする。
    - フロントブレーキダクトの簡略化。
      - フロントブレーキダクト容積規定の小型化（車軸を中心とした半径180mm、高さ120mmの円柱内）。
      - 車軸を中心とした直径105mm内の気流を禁止。

    - リアウイングの大型化。
      - 上端：800mm→870mm
      - ウイング幅：950mm→1050mm
      - 奥行：710mm→810mm
      - DRS時開口部高：65mm→85mm

  - 使用されるドライタイヤの種類を整理（7種類→3種類）。
    - ピレリは5種類のタイヤ(C1~C5)の中から各グランプリ毎に3種類を選定し、柔らかい順に赤、黄、白の塗装を施し、それぞれソフト、ミディアム、ハードと呼ばれる。

  - タイヤの厚さを0.04mm薄化し、タイヤの冷却効率を上昇。
  - 最低車両重量規定そのものの見直しと規定の変更。
    - 最低重量を「マシン」と「ドライバー ＋ ドライバーシート」の2つに分け、ドライバー最低重量は80kg、マシン最低重量は660kgとした。

  - 全ドライバーにバイオメトリック・グローブの装着を義務化（ドライバーの救助効率向上目的）。
  - 新型ヘルメットの導入。
  - 最後尾降格者が複数人出た場合には予選順とする（ただし107%ルール抵触者はグリッド降格者の有無を問わず最後尾スタート）。
  - リアウイング・エンドライト設置の義務化（悪天候時の視認性確保のため）。
  - 決勝レース中の燃料使用量増加（105kg→110kg）。
  - 予選中は補助オイルタンクを空にする。
  - 公式のレース終了合図がライトパネルへと変更。
  - 2021年以降のレギュレーションに関するものの空力シミュレーション制限を撤廃。
  - ピットスタート車のフォーメーションラップを許可。
  - グランプリ開幕前の公式車検を廃止。
  - 現場入できるスタッフ数制限の緩和。
  - リアウイング拡大に伴い、後方視認性確保のためにミラー関連の規約を変更。
  - 国際映像の改善のために車載カメラ関連の規約を修正。
  - 緊急時の脱出効率を改善すべく、ヘイローのフェアリングに関する規約を修正。